# Fuga de cerebros

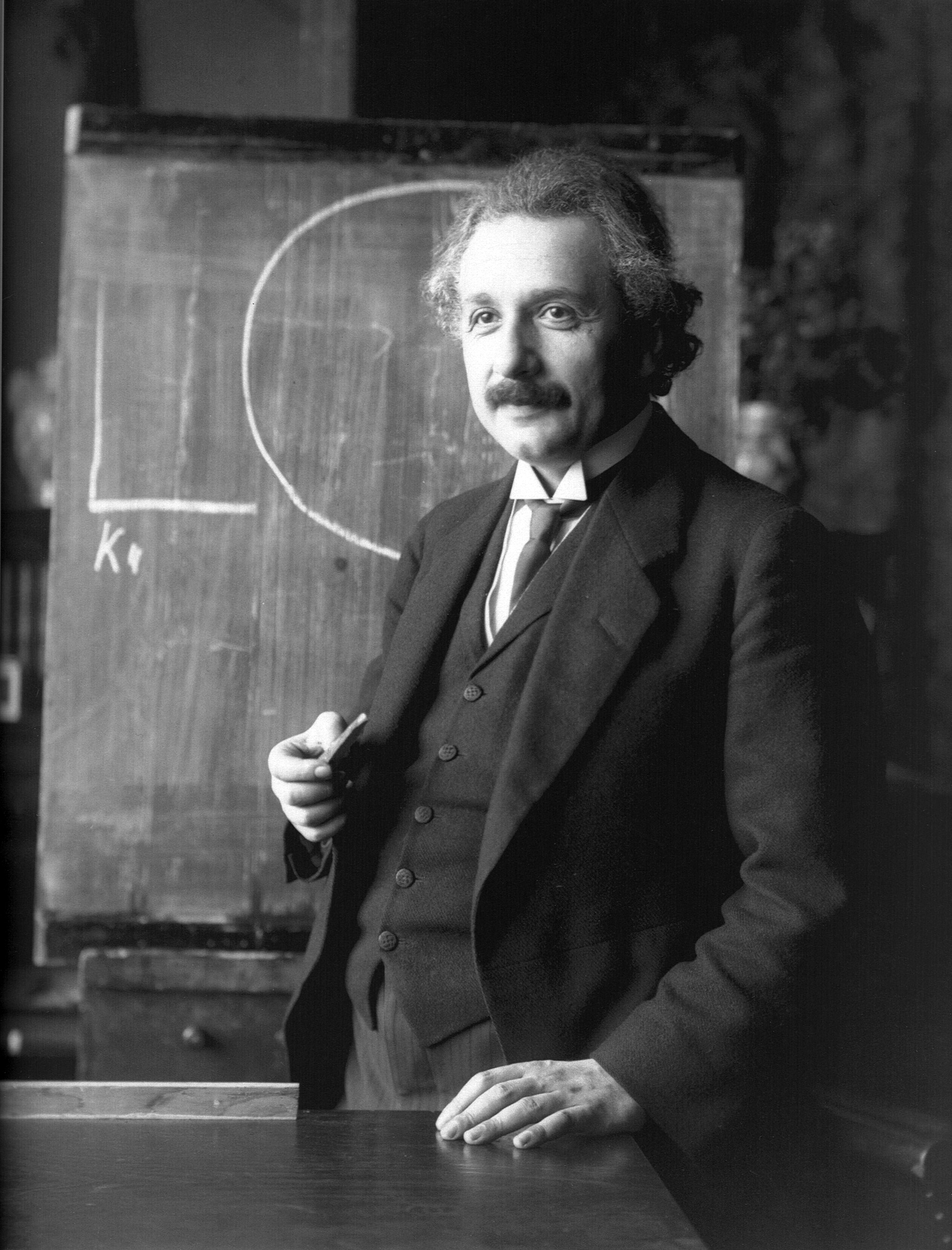
El físico teórico Albert Einstein, quien emigró a Estados Unidos para escapar de la persecución nazi, es un ejemplo de fuga de capital humano como resultado de un cambio político.

La fuga de cerebros, fuga de talentos o migración altamente calificada (MAC) es la emigración de profesionales y científicos con formación académica universitaria en su país de origen a otras naciones.Ocurre principalmente por la falta de oportunidades de desarrollo en sus áreas de investigación, por motivos económicos o por conflictos políticos en su país natal. Si bien el fenómeno se acentúa en países en desarrollo, esto no es excluyente, y en muchas ocasiones se da también en países industrialmente desarrollados, debido a diferencias salariales o impositivas. De forma análoga, se habla de desinversión de capital financiero en un país.
La fuga de cerebros hace que el país de origen pierda la inversión en educación superior de esos profesionales y, de la misma forma, el capital social del que formaba parte el individuo se reduce por su partida. 

## Orígenes y usos
El término "fuga de cerebros" fue acuñado por la Royal Society para describir la emigración de científicos y tecnólogos hacia América del Norte desde la posguerra en Europa. Otra fuente indica que este término fue utilizado por primera vez en el Reino Unido para describir la afluencia de científicos e ingenieros indios. Aunque el término originalmente se refería a trabajadores tecnológicos que abandonaban una nación, el significado se ha ampliado a "la partida de personas educadas o profesionales de un país, sector económico o campo hacia otro, generalmente por mejores condiciones salariales o de vida".
La fuga de cerebros es un fenómeno donde, en relación con la población restante, un número sustancial de personas más instruidas emigran.El término "fuga de cerebros" posee una connotación que implica que la emigración de personas cualificadas es perjudicial para el país de origen. Algunos académicos recomiendan utilizar términos alternativos más neutrales y científicos.

## Tipos
Existen varios tipos de fuga de capital humano:
- Organizacional: La fuga de empleados talentosos, creativos y altamente cualificados de grandes corporaciones ocurre cuando los empleados perciben que la dirección y el liderazgo de la empresa son regresivos, inestables o estancados, y por lo tanto no pueden satisfacer sus ambiciones personales y profesionales.
- Geográfica: La fuga de individuos altamente capacitados y graduados universitarios de su área de residencia.
- Industrial: El movimiento de trabajadores tradicionalmente calificados de un sector de una industria a otro.

Al igual que con otras formas de migración humana, el entorno social a menudo se considera una razón clave para este cambio de población. En los países de origen, la falta de oportunidades, la inestabilidad política u opresión, la depresión económica, los riesgos para la salud y más (factores de expulsión) contribuyen a la fuga de capital humano, mientras que los países anfitriones generalmente ofrecen oportunidades ricas, estabilidad política y libertad, una economía desarrollada y mejores condiciones de vida (factores de atracción) que atraen talento. A nivel individual, las influencias familiares (por ejemplo, familiares que viven en el extranjero), así como las preferencias personales, ambiciones profesionales y otros factores motivadores, pueden considerarse.

## Ejemplos históricos

### Academia de filósofos neoplatónicos
Después de que Justiniano cerrara la Academia en el año 529, de acuerdo con el historiador Agathias, sus antiguos miembros buscaron refugio en la corte sasánida del rey Cosroes I, llevando con ellos numerosos rollos de pergamino con conocimientos literarios, filosóficos y, en menor medida, científicos. Luego de que el tratado de paz entre el imperio persa y el bizantino en 532 garantizara su seguridad personal, algunos miembros hallaron refugio en la fortaleza pagana de Harran, cerca de Edessa. Una de las figuras líderes de este grupo fue Simplicius, un pupilo de Damascius, la última cabeza de la escuela ateniense. Desde allí, los estudiantes de la Academia exiliados pudieron haber sobrevivido hasta el siglo IX, tiempo suficiente para activar el reavivamiento árabe del neoplatonismo en Bagdad.

### Caída de Bizancio
Con la caída del Imperio bizantino a manos de los turcos, una considerable cantidad de sabios de la metrópoli afloraron a las costas griegas y mediterráneas, especialmente a Italia, donde reavivaron el interés por el conocimiento del mundo clásico, aportando en buena medida al proceso renacentista europeo.

### Expulsión española de judíos y moriscos

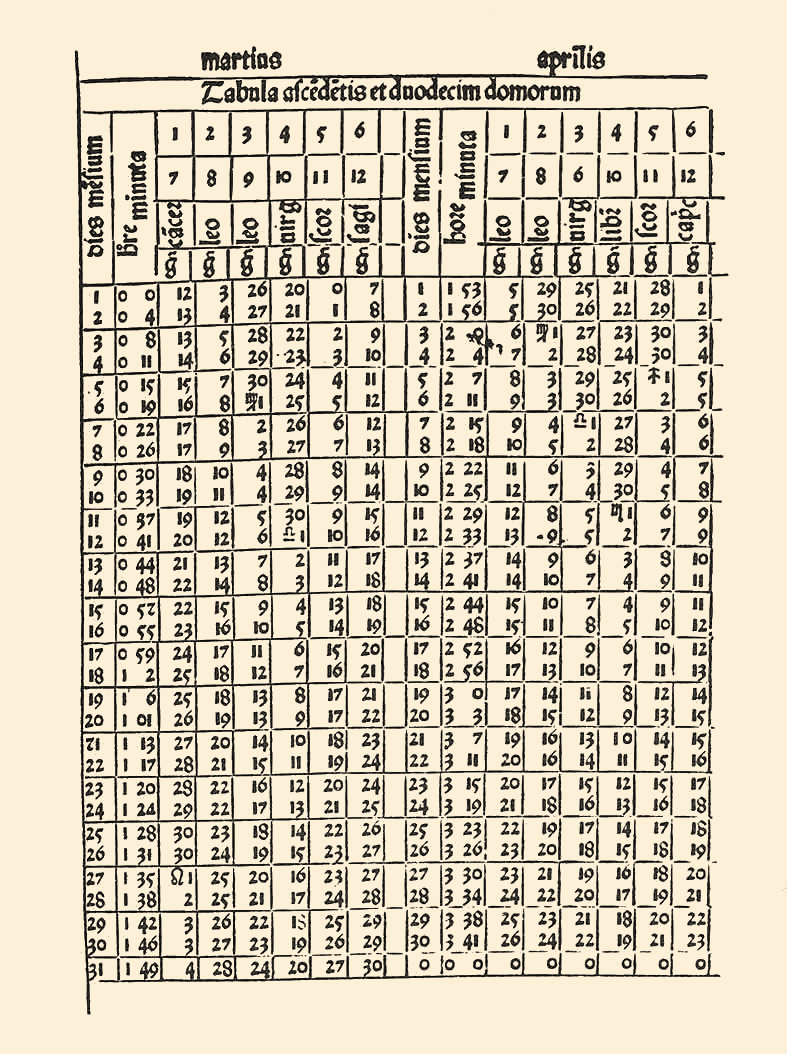
Las Tablas astronómicas de Zacuto, elaboradas por el matemático judeoespañol Abraham Zacuto en el, permitían conocer la posición del Sol, la Luna y los planetas respecto al meridiano de Salamanca, y fueron de gran utilidad para los navegantes del, como Cristóbal Colón o Vasco da Gama. Zacuto murió exiliado en Damasco, adonde se había trasladado para seguir con sus investigaciones tras la expulsión de los judíos de España.

Tras la Reconquista de España, los Reyes Católicos buscaban un reino unificado religiosamente. Los judíos fueron expulsados del país en 1492 y obligados a la conversión al catolicismo. En la medida en que dominaban las finanzas del país, su expulsión fue una causa clave del decaimiento económico posterior, que requirió el servicio de banqueros extranjeros, como la familia Fugger y otros de la República de Génova. El 7 de enero de 1492, el rey ordenó la expulsión de todos los judíos de España, conformada en ese entonces por la Corona de Castilla, que incluía el Reino de Galicia, el Reino de León, el Reino de Granada y las recientemente incorporadas Islas Canarias gracias al Tratado de Alcáçovas; la corona de Aragón, que incluía el principado de Cataluña, el reino de Aragón, el reino de Valencia, el reino de Mallorca, Nápoles y Sicilia. Luego, la reina los expulsaría de Andalucía. La expulsión del todavía independiente reino de Navarra se produjo en 1498, por lo que entre ambas fechas hubo una cierta migración judía a territorios navarros. Más información disponible en Jewish History Sourcebook.
La guerra contra los turcos, los árabes y los berberiscos de África meridional afectó a la política interna en el llamado Alzamiento de Alpujarras (1568–1571), lo que motivó la expulsión de los moriscos en 1609. A pesar de ser una minoría étnica, eran una parte fundamental del sector agrario y artesanal. Su partida contribuyó al declive económico en algunas regiones de España. De esta manera, la aristocracia conservadora incrementó su poder a expensas de las provincias económicamente más desarrolladas.

### Antisemitismo en el período de entreguerras (1933-1943)
Los sentimientos y leyes antisemitas en Europa durante las décadas de 1930 y 1940, que culminaron en el Holocausto, causaron la emigración de muchos científicos, artistas e intelectuales a las Américas. Ejemplos notorios son:
- Albert Einstein (emigró permanentemente a los Estados Unidos en 1933)
- Sigmund Freud (decidió emigrar permanentemente con su esposa e hija a Londres, Inglaterra, en 1938, dos meses después del Anschluss)
- Enrico Fermi (1938; aunque él mismo no era judío, su esposa, Laura, lo era)
- Niels Bohr (1943; su madre era judía)
- Theodore von Karman
- John von Neumann (húngaro, converso al catolicismo)
- Hans Bethe
- Leo Szilard
- Hannah Arendt (primero huyó a París desde 1933, y finalmente emigró a los Estados Unidos en 1940)

Además del ambiente antisemita, las persecuciones nazis contra liberales y socialistas en Alemania contribuyeron a otro tipo de emigración. El Bauhaus fue forzado a cerrar en la Alemania nazi debido a su pensamiento liberal y socialista, que los nazis consideraban degenerado. La escuela ya había sido cerrada durante la República de Weimar debido a sus afiliaciones políticas, pero fue trasladada a Dessau antes del cierre. A consecuencia de este abandono, dos de los tres pioneros de la arquitectura moderna, Ludwig Mies van der Rohe y Walter Gropius, dejaron Alemania con destino a América (mientras Le Corbusier permaneció en Francia). Llevaron consigo el movimiento modernista al público americano y crearon el llamado Estilo Internacional en arquitectura y diseño.

### Fuga de cerebros en la Europa del Este (1922-1961)

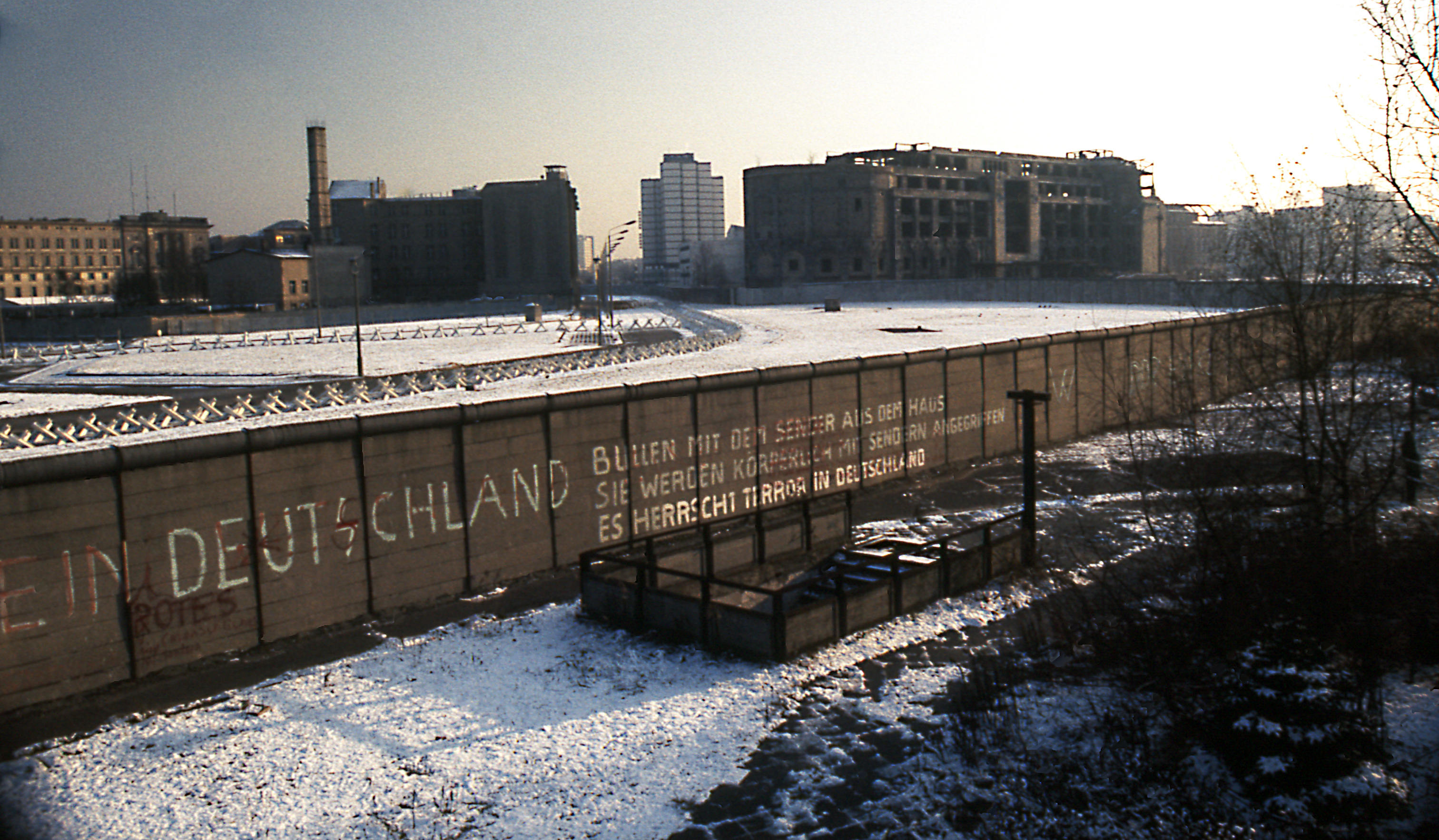
Muro de Berlín en 1975

Para el año 1922, la Unión Soviética había restringido las emigraciones de sus ciudadanos a otros países, haciendo casi imposible que estos se marcharan. El primer ministro soviético Nikita Jruschov declaró más adelante: "Estábamos asustados, realmente nosotros estábamos asustados. Teníamos miedo de desatar una riada que no pudiésemos controlar y que pudiera habernos ahogado". Tras la ocupación soviética de la Europa del Este después de la Segunda Guerra Mundial, buena parte de la población aspiraba a la independencia y quería que los soviéticos se retiraran. A mediados de los años 50, la decisión de la Unión Soviética de restringir la emigración fue emulada por la mayoría del bloque del Este, incluyendo la Alemania Oriental.
Incluso con el cierre oficial de la frontera alemana en 1952, las fronteras entre Berlín Oriental y Berlín Occidental permanecieron considerablemente más accesibles que el resto debido a que eran administradas por cuatro potencias. El sector de Berlín era un "agujero" a través del cual muchos ciudadanos del Este todavía podían emigrar. Los 3,5 millones de alemanes del Este, llamados Republikflüchtlinge, que dejaron el país igualan a aproximadamente al 20 % de la población local. Los emigrantes solían ser jóvenes y bien educados, llegando a la fuga de cerebros temida por los funcionarios de la Alemania del Este. En 1958, Yuri Andropov, entonces director de Relaciones con Partidos Comunistas y de Trabajadores de los Países Socialistas, organismo perteneciente al gobierno soviético, escribió un informe urgente al Comité Central para informarles de que la intelectualidad alemana había aumentado en un 50 % entre los emigrados.

## Situación actual
Históricamente, la fuga de cerebros ha afectado principalmente a los países en vías de desarrollo o en conflicto bélico, debido a que los científicos formados en instituciones del país de origen emigran al exterior en busca de mejores oportunidades laborales y económicas, malgastando recursos en la formación de los países de origen. No obstante, tras la crisis económica mundial que afectó sobre todo al denominado Primer Mundo, revirtieron las condiciones económicas, y muchos de los países en desarrollo han recibido en los últimos tiempos un caudal importante de investigadores.

### Portugal, Irlanda, Italia, Grecia y España
Los ciudadanos de los países más afectados por la crisis en Europa han tomado rumbo principalmente hacia economías florecientes del hemisferio sur, como lo son Argentina, Australia, Brasil, Colombia, Chile, México Angola, Australia y EE. UU.

### México
En 2011, el Banco de México estimó que había 400 000 profesionales mexicanos (calificados como talentos) residiendo solo en Estados Unidos, siendo esta nación la primera de Latinoamérica en exportar personal altamente calificado y la cuarta a nivel mundial.
A pesar de que la economía juega un factor determinante en el momento de la emigración de los mexicanos, no es el único. Camelia Tigau, investigadora del Centro de Investigaciones sobre América del Norte de la UNAM (CISAN), afirma que la inseguridad y la violencia que se vive en el país, constituyen una causa destacable. Estas, unidas a la falta de la adecuada infraestructura y al poco interés por parte del grueso de la población en áreas de la ciencia y tecnología, contribuyen a que el problema vaya en aumento. La investigación que llevó a esas conclusiones forma parte del libro de Tigau titulado Riesgos de la fuga de cerebros en México.
México pierde grandes cantidades de dinero por este problema. Un estudio realizado por la Secretaría de Educación Pública estimó que se pierden 900 millones de pesos anuales.[cita requerida]
El programa Retenciones y Repatriaciones del Consejo Nacional de Ciencia y Tecnología (CONACYT) ha estado en funcionamiento por más de dos décadas y está dirigido a investigadores que poseen el grado de Doctor. Su objetivo principal es incentivar a los científicos que se encuentran en el extranjero para que regresen a México e integren sus actividades de investigación en instituciones nacionales. Este programa es el único formalmente establecido para la repatriación de investigadores. Sin embargo, existen otras iniciativas que abordan el problema de la fuga de cerebros en el país. Una de ellas es la Red de Talentos Mexicanos, creada en 2005 como un esfuerzo conjunto entre el CONACYT y el Instituto de los Mexicanos en el Exterior. El propósito de esta red es conectar a mexicanos altamente calificados que residen en el extranjero con sus pares en México, con el fin de colaborar en proyectos que contribuyan al desarrollo del país.

### Chile
El país vivió una tradicional fuga de cerebros, en especial durante la dictadura militar de Augusto Pinochet. Para revertir esta tendencia, durante el primer Gobierno de Michelle Bachelet (2006-2010) se implementó un programa de especialización llamado Becas Chile, administrado por la Comisión Nacional de Investigación Científica y Tecnológica (Conicyt).

### Venezuela
Tras la crisis que enfrenta Venezuela desde 2013, el número de venezolanos residentes en el extranjero ha crecido.
A pesar de que la economía juega un papel determinante, son factores destacables la violencia, la inseguridad ciudadana, la desaparición del 40 %  del parque industrial y el 11 %  del empresarial. Según un sociólogo y analista, la mayoría de las personas que toman la decisión de emigrar son profesionales que en su país natal no pudieron encontrar la oportunidad para desarrollarse en sus carreras. El analista Álamo destaca que esta oleada de venezolanos profesionales graduados son gente calificada que está dejando vacíos importantes en la Venezuela laboral. Un estudio publicado en 2015 por la Universidad Central de Venezuela (UCV) detalla que 883.000  profesionales titulados emigraron a 22 países, de los cuales 260.000  eligieron Estados Unidos, 250.000  Colombia, seguidos por España con 200.000  y Portugal con 110.000. 
La gerente general de la Superintendencia Nacional de Migraciones de Perú, Roxana del Águila Tuesta, dijo en abril de 2018 que el 90 % de los inmigrantes venezolanos entre 25 y 45 años que llegan al país son profesionales y técnicos.

### Argentina
El país se ha caracterizado a lo largo de los años por su histórica alta capacidad de los recursos humanos. Sin embargo, también se ha distinguido por la baja inversión en ciencia y tecnología con respecto al nivel internacional. Según datos de 2005, la ciencia y la tecnología verificaban una fuerte dependencia de la financiación pública, que aportaba el 65 %  de la inversión. Este estaba distribuido en un 43 % en el sector gubernamental y un 22 %  en las universidades públicas. Con relación al PBI, el sector público aportaba el 0,30 % , mientras que el privado aportaba el 0,16 %  en el año 2002, aunque la participación del sector privado en las actividades científicas y tecnológicas se ha incrementado desde entonces.
Durante las presidencias de Néstor Kirchner y Cristina Fernández entre 2003 y 2015, el CONICET pasó de 8.000 a más de 16.000 científicos, entre investigadores, becarios y personal de apoyo. A partir del año 2003, por la ejecución de una política de estado que ha aumentado el número de recursos destinados a la ejecución de proyectos científicos, la incorporación de nuevos investigadores, la creación de nuevos centros de investigación, la mejora del salario de los investigadores y la repatriación de científicos argentinos radicados en el extranjero, a partir del programa Raíces, a través del cual se logró repatriar más de un millar de científicos argentinos para el año 2014, a una razón de 1 científico cada 3 días.El 7 de octubre de 2013, se repatrió a la científica número 1.000.
Durante la presidencia de Mauricio Macri, iniciada hacia finales de 2015, el presupuesto nacional destinado a la ciencia pasó del 0,75 al 0,59 % del producto bruto interno entre 2015 y 2018. Para el año 2017, se redujo en un 60 % la incorporación de nuevos científicos en el CONICET, revirtiendo la tendencia expansiva registrada consecutivamente desde 2004. Para 2018, la cantidad de becas que otorgaba el organismo se redujo a la mitad respecto de 2015. En 2019 el sector de ciencia y tecnología se encontraba en crisis con los despidos masivos en el INTI y el CONICET, la baja en los salarios, los recortes en los cupos de becas y de la carrera de investigación, junto a la situación presupuestaria de los institutos que apenas si tienen dinero para funcionar, no habiendo fondos para adquirir insumos ni financiamiento para intercambios con científicos de otros países.
Según organismos especializados, Argentina se convirtió desde 2017 en un polo de emigración y en uno de los mayores países con emigración en la región, siendo muchos argentinos profesionales altamente calificados los que emigran, provocado entre otras razones por el recorte presupuestario en ciencia y tecnología aplicado desde 2016, que osciló entre 40 y 60 %. Los salarios de los investigadores y académicos se convirtieron en los más bajos de la región, causando un nuevo éxodo de científicos altamente capacitados. Esta situación llevó a que más de 1.200 integrantes de la comunidad científica de todo el mundo firmaran una dura carta dirigida al presidente argentino en la cual denunciaron la crítica situación que atravesaba el sistema de ciencia y tecnología argentino por las políticas de ajuste.
La reducción del financiamiento a ciencia y tecnología volvió a producirse en 2024. La recurrencia de políticas de reducción de la inversión en ciencia y tecnología, causante de períodos con más fuga de cerebros fue denominada en Argentina como cientificidio.